# Divisiones Regionales de la Región de Murcia 2022-23
Las divisiones regionales de fútbol son las categorías de competición futbolística de más bajo nivel en España, en las que participan deportistas amateur, no profesionales. En la Región de Murcia su administración corre a cargo de la Federación de Fútbol de la Región de Murcia. Inmediatamente por encima de estas categorías está la Tercera División RFEF.
En la temporada 2022-2023 las divisiones regionales se dividen en Preferente Autonómica, Primera Autonómica y Segunda Autonómica. Los primeros clasificados de cada grupo de Preferente Autonómica y el vencedor de la eliminatoria de ascenso ascienden al grupo XIII de Tercera Federación.

## Preferente Autonómica
La temporada 2022-2023 de la Preferente Autonómica de la Región de Murcia comenzó el 17 de septiembre de 2022 y terminó el 5 de marzo de 2023. Varios equipos que inicialmente perdieron la categoría lograron mantenerla gracias a la ampliación de equipos en Tercera Federación, y que a su vez provocó disponibilidad de plazas en Preferente Autonómica. 

### Grupo I
|  |     | Equipos de fútbol   | PJ | G  | E | P  | GF | GC | Dif | Pts |
|  | --- | ------------------- | -- | -- | - | -- | -- | -- | --- | --- |
|  | 1.  | Balsicas Atlético   | 22 | 13 | 2 | 7  | 37 | 30 | +7  | 41  |
|  | 2.  | C.D. Algar          | 22 | 10 | 7 | 5  | 43 | 30 | +13 | 37  |
|  | 3.  | Águilas F.C. "B"    | 22 | 10 | 4 | 8  | 31 | 26 | +5  | 34  |
|  | 4.  | S.F.C. Minerva      | 22 | 9  | 7 | 6  | 30 | 28 | +2  | 34  |
|  | 5.  | Mazarrón F.C.       | 22 | 8  | 8 | 6  | 39 | 26 | +13 | 32  |
|  | 6.  | Algezares U.D.      | 22 | 8  | 7 | 7  | 34 | 30 | +4  | 31  |
|  | 7.  | Atlético Santa Cruz | 22 | 9  | 4 | 9  | 35 | 38 | -3  | 31  |
|  | 8.  | C.D. Bala Azul      | 22 | 8  | 7 | 7  | 28 | 24 | +4  | 31  |
|  | 9.  | E.F. La Aljorra     | 22 | 8  | 5 | 9  | 30 | 32 | -2  | 29  |
|  | 10. | Olímpico de Totana  | 22 | 7  | 7 | 8  | 20 | 27 | -7  | 28  |
|  | 11. | C.D. Lumbreras      | 22 | 6  | 1 | 15 | 21 | 35 | -14 | 19  |
|  | 12. | Mar Menor F.C. "B"  | 22 | 5  | 3 | 14 | 25 | 47 | -22 | 18  |

Pts = Puntos; PJ = Partidos Jugados; G = Partidos Ganados; E = Partidos Empatados; P = Partidos Perdidos; GF = Goles Anotados; GC = Goles Recibidos
|  | Ascenso a Tercera División RFEF                                |
|  | Clasificado para el playoff de ascenso a Tercera División RFEF |
|  | Clasificado para el playoff de permanencia                     |
|  | Desciende a Primera Autonómica                                 |

### Grupo II
|  |     | Equipos de fútbol         | PJ | G  | E | P  | GF | GC | Dif | Pts |
|  | --- | ------------------------- | -- | -- | - | -- | -- | -- | --- | --- |
|  | 1.  | C.D. Plus Ultra           | 22 | 13 | 4 | 5  | 34 | 21 | +13 | 43  |
|  | 2.  | Montecasillas F.C.        | 22 | 13 | 3 | 6  | 44 | 24 | +20 | 42  |
|  | 3.  | E.D.M.F. Churra           | 22 | 12 | 4 | 6  | 34 | 24 | +10 | 40  |
|  | 4.  | E.F. El Raal              | 22 | 11 | 5 | 6  | 42 | 25 | +17 | 38  |
|  | 5.  | Yeclano Deportivo "B"     | 22 | 10 | 4 | 8  | 40 | 31 | +9  | 34  |
|  | 6.  | Abarán C.F.               | 22 | 11 | 1 | 10 | 36 | 30 | +6  | 34  |
|  | 7.  | Atlético Cabezo de Torres | 22 | 9  | 5 | 8  | 24 | 26 | -2  | 32  |
|  | 8.  | Unión Molinense "B"       | 22 | 8  | 6 | 8  | 22 | 22 | 0   | 30  |
|  | 9.  | U.D. Los Garres           | 22 | 9  | 3 | 10 | 26 | 30 | -4  | 30  |
|  | 10. | C.D. Villa de Fortuna     | 22 | 8  | 0 | 14 | 33 | 39 | -6  | 24  |
|  | 11. | Jumilla Atlético C.F.     | 22 | 4  | 4 | 14 | 11 | 46 | -35 | 16  |
|  | 12. | C.D. Beniel               | 22 | 3  | 3 | 16 | 22 | 50 | -28 | 12  |

Pts = Puntos; PJ = Partidos Jugados; G = Partidos Ganados; E = Partidos Empatados; P = Partidos Perdidos; GF = Goles Anotados; GC = Goles Recibidos
|  | Ascenso a Tercera División RFEF                                |
|  | Clasificado para el playoff de ascenso a Tercera División RFEF |
|  | Clasificado para el playoff de permanencia                     |
|  | Desciende a Primera Autonómica                                 |

### Playoff de ascenso
| 11 de marzo de 2023, 17:00 | C.D. Algar | 1:1 (0:0) | Montecasillas F.C. | Sánchez Luengo, El Algar (Cartagena) |                                      |
|                            |            | Reporte   |                    | Árbitro(s): Javier Clemente Martínez | Árbitro(s): Javier Clemente Martínez |

| 18 de marzo de 2023, 16:00 | Montecasillas F.C. | 0:0     | C.D. Algar | Polideportivo Municipal, Casillas (Murcia) |                                  |
|                            |                    | Reporte |            | Árbitro(s): Carlos Carmona Pérez           | Árbitro(s): Carlos Carmona Pérez |

| Asciende a Tercera División RFEF Montecasillas F.C. |

### Playoff de permanencia
| 11 de marzo de 2023, 16:00 | Unión Molinense "B" | 1:0 (0:0) | C.D. Bala Azul | Sánchez Canovas, Molina de Segura     |                                       |
|                            |                     | Reporte   |                | Árbitro(s): Alejandro Conesa Almiñana | Árbitro(s): Alejandro Conesa Almiñana |

| 19 de marzo de 2023, 17:30 | C.D. Bala Azul | 0:0     | Unión Molinense "B" | Playasol, Puerto de Mazarrón (Mazarrón) |                                       |
|                            |                | Reporte |                     | Árbitro(s): Juan Felipe Miñarro López   | Árbitro(s): Juan Felipe Miñarro López |

| Desciende a Primera Autonómica C.D. Bala Azul |

## Primera Autonómica
La temporada 2022-2023 de la Primera Autonómica de la Región de Murcia comenzó el 17 de septiembre de 2022 y terminó el 5 de marzo de 2023.
Los dos últimos clasificados de cada grupo conservan la categoría al ampliarse el número previsto de clubes para la próxima temporada.

### Grupo I
|  |     | Equipos de fútbol         | PJ | G  | E | P  | GF | GC | Dif | Pts |
|  | --- | ------------------------- | -- | -- | - | -- | -- | -- | --- | --- |
|  | 1.  | Atlético Pinatarense      | 22 | 15 | 5 | 2  | 50 | 17 | +33 | 50  |
|  | 2.  | C.F.B. Totana             | 22 | 13 | 5 | 4  | 49 | 29 | +20 | 44  |
|  | 3.  | E.M.F. Fuente Álamo       | 22 | 12 | 5 | 5  | 45 | 28 | +17 | 41  |
|  | 4.  | U.D. Alberca              | 22 | 12 | 5 | 5  | 36 | 24 | +12 | 41  |
|  | 5.  | E.F. Alhama               | 22 | 11 | 5 | 6  | 40 | 29 | +11 | 38  |
|  | 6.  | C.D. Alberca              | 22 | 9  | 2 | 11 | 38 | 34 | +4  | 29  |
|  | 7.  | C.D. San Ginés de la Jara | 22 | 9  | 2 | 11 | 38 | 53 | -15 | 29  |
|  | 8.  | Roldán A.D.               | 22 | 7  | 7 | 8  | 44 | 51 | -7  | 28  |
|  | 9.  | EF Los Alcázares          | 22 | 5  | 9 | 8  | 44 | 47 | -3  | 24  |
|  | 10. | C.F.B. Huércal-Overa      | 22 | 7  | 3 | 12 | 43 | 48 | -5  | 24  |
|  | 11. | C.D. Juvenia              | 22 | 3  | 4 | 15 | 25 | 46 | -21 | 13  |
|  | 12. | Roldán C.D.               | 22 | 3  | 0 | 19 | 25 | 71 | -46 | 9   |

Pts = Puntos; PJ = Partidos Jugados; G = Partidos Ganados; E = Partidos Empatados; P = Partidos Perdidos; GF = Goles Anotados; GC = Goles Recibidos
|  | Ascenso a Preferente Autonómica                                 |
|  | Clasificado para los playoff de ascenso a Preferente Autonómica |
|  | Desciende a Segunda Autonómica                                  |

### Grupo II
|  |     | Equipos de fútbol             | PJ | G  | E | P  | GF | GC | Dif | Pts |
|  | --- | ----------------------------- | -- | -- | - | -- | -- | -- | --- | --- |
|  | 1.  | Ciudad de Calasparra C.F.     | 20 | 16 | 2 | 2  | 53 | 19 | +34 | 50  |
|  | 2.  | C.F. Santomera                | 20 | 15 | 4 | 1  | 53 | 21 | +32 | 49  |
|  | 3.  | Club Cehegín Deportivo        | 20 | 11 | 4 | 5  | 41 | 25 | +16 | 37  |
|  | 4.  | A.D. Palmeral                 | 20 | 9  | 4 | 7  | 47 | 36 | +11 | 31  |
|  | 5.  | E.F. Altorreal                | 20 | 8  | 4 | 8  | 39 | 35 | +4  | 28  |
|  | 6.  | Ciudad de Mula C.F.           | 20 | 7  | 1 | 12 | 27 | 47 | -20 | 22  |
|  | 7.  | C.D. Hoya del Campo           | 20 | 6  | 3 | 11 | 32 | 37 | -5  | 21  |
|  | 8.  | Independiente de Ceutí F.C.   | 20 | 4  | 8 | 8  | 24 | 35 | -11 | 20  |
|  | 9.  | E.F. Ciudad de Yecla          | 20 | 5  | 4 | 11 | 17 | 45 | -28 | 19  |
|  | 10. | Atlético Cabezo de Torres "B" | 20 | 5  | 2 | 13 | 37 | 47 | -10 | 17  |
|  | 11. | C.D. El Esparragal            | 20 | 3  | 6 | 11 | 27 | 50 | -23 | 15  |

Pts = Puntos; PJ = Partidos Jugados; G = Partidos Ganados; E = Partidos Empatados; P = Partidos Perdidos; GF = Goles Anotados; GC = Goles Recibidos
|  | Ascenso a Preferente Autonómica                                 |
|  | Clasificado para los playoff de ascenso a Preferente Autonómica |
|  | Desciende a Segunda Autonómica                                  |

### Eliminatoria de campeón
| 11 de marzo de 2023, 16:30 | Atlético Pinatarense | 0:0     | Ciudad de Calasparra C.F. | José Antonio Pérez, Lo Pagán (San Pedro del Pinatar) |                                     |
|                            |                      | Reporte |                           | Árbitro(s): Adrián Alarcón Quintana                  | Árbitro(s): Adrián Alarcón Quintana |

| 18 de marzo de 2023, 19:00 | Ciudad de Calasparra C.F. | 4:1 (2:0) | Atlético Pinatarense | La Caverina, Calasparra          |                                  |
|                            |                           | Reporte   |                      | Árbitro(s): Adrián Galán Montoya | Árbitro(s): Adrián Galán Montoya |

| Campeón de Primera Autonómica Ciudad de Calasparra C.F. |

### Playoff de ascenso
| 12 de marzo de 2023, 18:15 | E.M.F. Fuente Álamo | 1:0 (0:0) | C.F. Santomera | Los Cuatro Vientos, Fuente Álamo de Murcia |                                     |
|                            |                     | Reporte   |                | Árbitro(s): Álvaro Navarro Peñalver        | Árbitro(s): Álvaro Navarro Peñalver |

| 18 de marzo de 2023, 16:30 | C.F. Santomera | 1:1 (1:1) | E.M.F. Fuente Álamo | El Limonar, Santomera                    |                                          |
|                            |                | Reporte   |                     | Árbitro(s): Alejandro Berenguer Castejón | Árbitro(s): Alejandro Berenguer Castejón |

| Asciende a Preferente Autonómica E.M.F. Fuente Álamo |

## Segunda Autonómica
La temporada 2022-2023 de la Segunda Autonómica de la Región de Murcia comenzó el 9 de octubre de 2022 y terminó el 23 de abril de 2023.
Posteriormente varios clubes ascendieron de categoría al beneficiarse de las retiradas de la competición de varios equipos y la ampliación de equipos en Primera Autonómica.

### Grupo I
|  |     | Equipos de fútbol                   | PJ | G  | E | P  | GF | GC | Dif | Pts |
|  | --- | ----------------------------------- | -- | -- | - | -- | -- | -- | --- | --- |
|  | 1.  | Deportivo Murcia F.C.               | 22 | 19 | 0 | 3  | 88 | 26 | +62 | 57  |
|  | 2.  | C.F. Lorca Deportiva "B"            | 22 | 17 | 2 | 3  | 54 | 11 | +43 | 53  |
|  | 3.  | E.F. Esperanza Virgen de la Caridad | 22 | 17 | 1 | 4  | 69 | 25 | +44 | 52  |
|  | 4.  | E.F. Dolores de Pacheco             | 22 | 12 | 4 | 6  | 45 | 38 | +7  | 40  |
|  | 5.  | A.D. Alquerías                      | 22 | 11 | 3 | 8  | 48 | 44 | +4  | 36  |
|  | 6.  | Alcantarilla F.C. "B"               | 22 | 9  | 2 | 11 | 45 | 55 | -10 | 29  |
|  | 7.  | Huracán C.F.                        | 22 | 7  | 5 | 10 | 42 | 52 | -10 | 26  |
|  | 8.  | C.D. Zeneta                         | 22 | 7  | 4 | 11 | 44 | 62 | -18 | 25  |
|  | 9.  | A.D. Sucina                         | 22 | 5  | 4 | 13 | 39 | 48 | -9  | 19  |
|  | 10. | A.D. San Cristóbal                  | 22 | 5  | 3 | 14 | 47 | 58 | -11 | 18  |
|  | 11. | Mazarrón F.B.                       | 22 | 5  | 2 | 15 | 24 | 62 | -38 | 17  |
|  | 12. | Santiago de la Ribera F.C.          | 22 | 1  | 4 | 17 | 20 | 84 | -64 | 7   |

Pts = Puntos; PJ = Partidos Jugados; G = Partidos Ganados; E = Partidos Empatados; P = Partidos Perdidos; GF = Goles Anotados; GC = Goles Recibidos
|  | Ascenso a Primera Autonómica |

### Grupo II
|  |     | Equipos de fútbol   | PJ | G  | E | P  | GF | GC | Dif | Pts |
|  | --- | ------------------- | -- | -- | - | -- | -- | -- | --- | --- |
|  | 1.  | La Copa C.F.        | 22 | 18 | 0 | 4  | 60 | 25 | +35 | 54  |
|  | 2.  | Unión Archena F.C.  | 22 | 16 | 3 | 3  | 62 | 17 | +45 | 51  |
|  | 3.  | C.D. Cieza "B"      | 22 | 15 | 4 | 3  | 61 | 29 | +32 | 49  |
|  | 4.  | A.D. Ceutí Atlético | 22 | 13 | 2 | 7  | 49 | 32 | +17 | 41  |
|  | 5.  | Cotillas C.D.       | 22 | 13 | 0 | 9  | 56 | 42 | +14 | 39  |
|  | 6.  | Abarán C.F. "B"     | 22 | 8  | 7 | 7  | 42 | 39 | +3  | 31  |
|  | 7.  | A.D. Pliego         | 22 | 7  | 3 | 12 | 35 | 49 | -14 | 24  |
|  | 8.  | A.D. Palmeral "B"   | 22 | 6  | 4 | 12 | 40 | 61 | -21 | 22  |
|  | 9.  | E.D.M.F. Churra "B" | 22 | 5  | 5 | 12 | 37 | 58 | -21 | 20  |
|  | 10. | Moratalla F.B.      | 22 | 5  | 3 | 14 | 40 | 63 | -23 | 18  |
|  | 11. | A.D. Rincón de Seca | 22 | 4  | 4 | 14 | 21 | 50 | -29 | 16  |
|  | 12. | C.F. Santomera "B"  | 22 | 3  | 3 | 16 | 18 | 56 | -38 | 12  |

Pts = Puntos; PJ = Partidos Jugados; G = Partidos Ganados; E = Partidos Empatados; P = Partidos Perdidos; GF = Goles Anotados; GC = Goles Recibidos
|  | Ascenso a Primera Autonómica |

### Eliminatoria de campeón
| 29 de abril de 2023, 16:00 | La Copa C.F. | 0:3 (0:1) | Deportivo Murcia F.C. | Nicolás de las Peñas, Bullas                |                                             |
|                            |              | Reporte   |                       | Árbitro(s): Carlos Baltasar Navarro Noguera | Árbitro(s): Carlos Baltasar Navarro Noguera |

| 6 de mayo de 2023, 18:00 | Deportivo Murcia F.C. | 4:0 (2:0) | La Copa C.F. |  |  |
|                          |                       | Reporte   |              |  |  |

| Campeón de Primera Autonómica Deportivo Murcia F.C. |